# Wiedemannia azurea
Wiedemannia azurea är en tvåvingeart som först beskrevs av Vaillant 1951.  Wiedemannia azurea ingår i släktet Wiedemannia och familjen dansflugor. Inga underarter finns listade i Catalogue of Life.